# Carolina Thunderbirds (FHL)
Carolina Thunderbirds je profesionální americký klub ledního hokeje, který sídlí ve Winston-Salemu ve státě Severní Karolína. Založen byl v roce 2016. Do profesionální FHL vstoupil v ročníku 2017/18. Své domácí zápasy odehrává v hale Winston-Salem Fairgrounds Annex s kapacitou 4 000 diváků. Klubové barvy jsou červená, bílá a černá. Její barvy oblékal i český útočník Petr Panáček v letech 2018-2021, který patřil ke stěžejním hráčům tohoto týmu. Nastoupil k 87 zápasům, kde zapsal skóre 52+82.

## Přehled ligové účasti
Zdroj: 
- 2017– : Federal Hockey League